# Christival
Christival ist ein mehrtägiger Jugend-Kongress, der seit 1976 alle sechs bis acht Jahre in Deutschland stattfindet. Er wird von 80 Werken und Organisationen, darunter evangelische Landes- und Freikirchen, gestaltet. Träger ist der gemeinnützige Verein Christival e. V.

## Geschichte
Ulrich Parzany war Initiator und Vorsitzender des Jugendkongresses Christival. Der erste Kongress, Christival ’76, der Kongress für Mitarbeiter in Essen, war ein Ergebnis der Jesus-Bewegung der 1970er Jahre. Ziel war es, der missionarischen Jugendarbeit Zusammenhalt und jungen Menschen mit klarer biblischer Grundlage Inspiration und Begegnungsfläche zu geben. Die Arbeitsgemeinschaft Jugendevangelisation (AGJE) und ein Arbeitskreis für evangelistische Aktionen übernahmen die Vorbereitung. Das Programm wurde von einem großen Exekutiv-Komitee mit über hundert Teilnehmern erarbeitet.
Ab 1996 in Dresden wurde der Kongress für Mitarbeiter zu einem Kongress für junge Christen umgebildet, der seither neben der Schulung von Mitarbeitern auch Veranstaltungen für Nichtchristen anbietet.

## Veranstalter
Träger und Organisator des Christival ist der gemeinnützige Verein Christival e. V., der Mitglied der Deutschen Evangelischen Allianz (DEA) ist. Ihm gehören 122 Mitglieder aus den evangelischen Landeskirchen, aus Freikirchen sowie aus verschiedenen christlichen Hilfswerken und Verbänden an. Der Vorstand setzt sich zusammen aus dem ersten Vorsitzenden Philipp Kruse, dem geschäftsführenden Projektleiter Chris Pahl und weiteren Vertretern christlicher Jugendverbände.
Organisiert wird das Christival von vollzeitlichen und zum großen Teil ehrenamtlichen Mitarbeitern in der Geschäftsstelle. Hinzu kommen einige hundert ehrenamtliche Mitarbeiter, die in diversen Arbeitskreisen unterschiedliche Bereiche des Christivals planen.
Finanziert wird das Christival von den Mitgliedern des Christival e. V., von Zuschüssen des Staates und von kirchlichen Organisationen sowie weiteren Spendern. Christival e. V. hat das Spendensiegel der Deutschen Evangelischen Allianz.

## Christival 2028
Vom 24. bis zum 28. Mai 2028 wird das nächste CHRISTIVAL in Magdeburg stattfinden. Verantwortet wird der Kongress von Chris Pahl als geschäftsführendem Projektleiter zusammen mit dem Vorsitzenden des Trägervereins, Philipp Kruse.

## Bisherige Kongresse

### Liste der bisherigen Kongresse
- Christival 1976 in Essen – 12.500 Dauerteilnehmer, Abschlussgottesdienst mit Billy Graham im Grugastadion: 40.000 Besucher
- Christival 1988 in Nürnberg – 18.500 Dauerteilnehmer, Abschlussgottesdienst mit Theo Lehmann auf dem ehemaligen Reichsparteitagsgelände: 30.000 Besucher
- Christival 1996 in Dresden – 30.000 Dauerteilnehmer, Abschlussgottesdienst mit Roland Werner: 40.000 Besucher.
- Christival 2002 in Kassel – 20.000 Dauerteilnehmer, Abschlussgottesdienst im Auestadion mit Canon John John (England): 30.000 Besucher.
- Christival 2008 in Bremen – 16.384 Dauerteilnehmer, Abschlussgottesdienst auf der Bürgerweide mit Roland Werner: 20.000 Besucher.
- Christival 2016 in Karlsruhe – 13.500 Dauerteilnehmer, Abschlussgottesdienst in den Hallen der Messe Karlsruhe mit dem badischen Landesbischof Jochen Cornelius-Bundschuh: 13.000 Besucher.[4]
- Christival 2022 in Erfurt

In der mecklenburgischen Kleinstadt Güstrow fand 1999 ein regionaler Jugendkongress mit dem Namen Nordlicht-Christival und 900 Teilnehmern statt.

### Christival 2002
Vom 2. bis 6. Oktober 2002 fand der vierte christliche und kirchenübergreifende Jugendkongress in Kassel statt. Schirmherr war der hessische Ministerpräsident Roland Koch. Ein Jahr zuvor wurde vorbereitend vom 2. bis 7. Oktober 2001 mit dem „Christival Creativ Congress“ (CCC) eine Mitarbeiterschulung durchgeführt. Den 20.000 Jugendlichen Dauerteilnehmern aus dem ganzen Bundesgebiet und dem europäischen Ausland wurde eine Auswahl aus über 250 Seminaren, Foren und Diskussionsrunden geboten sowie Abends eine Auswahl unter 15 Festivals in Kassel und Baunatal. Während des Kongresses überbrachten 8.000 Teilnehmer einen „Gruß in die Stadt“. Sie zogen mit einer aktuellen Ausgabe der Christival-Zeitung, einem Buch mit Bibelteilen sowie einem Film über das Leben Jesu durch die Wohnviertel in Kassel und Baunatal. In einer weiteren Aktion „Saubere Umwelt“ setzten andere Jugendgruppen an zwei Orten ökologische Akzente, indem sie über 40 Säcke Müll sammelten. Auch führten sie Besuche in Altenheimen und Krankenhäusern durch. „Die Jugendlichen sind auf eine weitgehend positive Resonanz gestoßen“, so der Pressesprecher Egmond Prill. „Das Christival mache Mut, ein eigenes Verhältnis zum christlichen Glauben zu gewinnen“, befand der Bischof der Evangelischen Kirche in Kurhessen-Waldeck, Martin Hein. Für den damaligen Leiter der Evangelischen Zentralstelle für Weltanschauungsfragen, Reinhard Hempelmann, sei das Christival ein „Zeichen der Hoffnung“, wenn sich junge Menschen in so großer Zahl versammelten, ihren Glauben zum Ausdruck brächten und bereit seien, Überlebensfragen der Gesellschaft zu diskutieren. Zum Abschlussgottesdienst im Kasseler Aue-Stadion kamen 25.000 Besucher. Organisiert wurde der Kongress überwiegend ehrenamtlich von Pastoren, Missionaren und Jugendreferenten aus Landes- und Freikirchen sowie christlichen Werken. Die Kosten der drei Millionen Euro wurden etwa zur Hälfte aus Teilnehmerbeiträgen gedeckt, den Rest durch Spenden, Sponsoren und Zuschüssen von Kirchen und Gemeinden.

### Christival 2008

Logo und Claim des Christival 2008

Schirmherrin des Christival 2008 war Ursula von der Leyen, Bundesministerin für Familie, Senioren, Frauen und Jugend, die auch den Vorsitz des Kuratoriums innehatte. Sie wollte dadurch die christliche Kinder- und Jugendarbeit anerkennen und erwartete vom Christival 2008 ähnliche Impulse für nachhaltige christliche Kinder- und Jugendarbeit wie von früheren Christivals. Zum Zeitpunkt ihrer Entscheidung, die Schirmherrschaft zu übernehmen, waren ihr die Inhalte der einzelnen Seminare noch nicht im Detail bekannt. Später intervenierte sie in einzelnen Fällen diesbezüglich. Das Familienministerium unterstützte das Christival mit 250.000 Euro; das waren 8 % der Gesamtkosten.

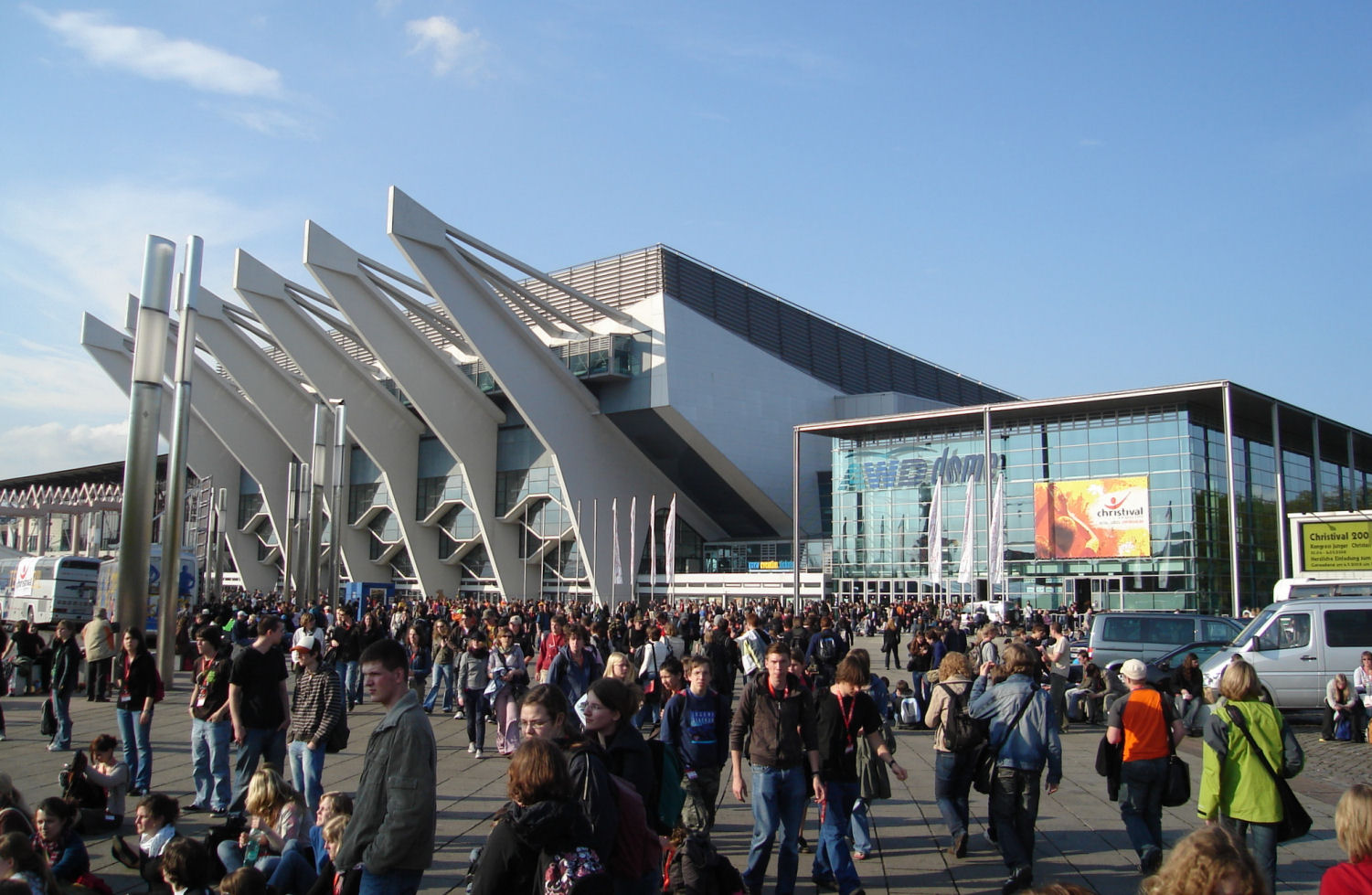
Christival 2008

Weitere Unterstützer waren die Bremische Evangelische Kirche, deren Schriftführer Renke Brahms im Kuratorium saß, Alt-Bürgermeister Henning Scherf, Bischof Hans-Jürgen Abromeit (Greifswald) sowie der bayerische Landesbischof Johannes Friedrich. Zu den Firmensponsoren des Christival 2008 gehörten u. a. die Friedhelm Loh Group, Heinrich Deichmann-Schuhe und Nissan Deutschland.

#### Ziele und Programm
Das Christival 2008 stand unter dem Motto Jesus bewegt. Es war wie seine Vorgängerveranstaltungen ein Jugendkongress mit einer pädagogischen und missionarischen Schwerpunktsetzung. Seine theologische Standortbestimmung war klar evangelikal geprägt, da sie sich zur Grundlage der Evangelischen Allianz, der Lausanner Verpflichtung und der theologischen Erläuterung der biblischen Grundlage der Arbeitsgemeinschaft Jugendevangelisation bekannte.
Gemäß der Bundesregierung war das „Christival 2008“ ein Impulsgeber für die christliche Kinder- und Jugendarbeit, von dem Auswirkungen auf die Nachhaltigkeit von Jugendarbeit in Verbänden und Gemeinden erwartet wurden. Die Bundesregierung führte als Ziele auf:
- Perspektiven eröffnen für kreative Jugendarbeit mit Deutschen und ausländischen Jugendlichen
- Förderung des ökumenischen Zusammenlebens
- Stärkung von Jugendlichen gegen Gewalt und Fremdenfeindlichkeit
- politische Bildung fördern
- Förderung und Befähigung für ein ehrenamtliches Engagement in Kirche und Gesellschaft
- Kooperationsfähigkeit und Innovation stärken
- Sensibilisierung für die Bedürfnisse von Menschen mit Behinderung.[16]

Über 280 Einzelveranstaltungen waren für das Christival 2008 geplant, darunter als Schwerpunkt die drei zentralen Gottesdienste, die für alle Christival-Besucher zum Programm gehörten. An drei Tagen wurden morgendliche Bibelarbeiten durchgeführt, für die Abendstunden Festivals im Schwimmbad, in den Straßenbahnen, in der Stadt und in den Messehallen. Nachts sollten sich die Teilnehmer in Bremer Kneipen begeben, wo, wie auch in Kirchen und anderen Veranstaltungsorten, Auftritte von Musikern, Kabarettisten, Sportlern und anderen veranstaltet wurden. Das „YoungLeaders“-Programm richtete sich an ehren- und hauptamtliche Jugendleiter aus Migrantengemeinden und dem Ausland.
Deutsche und internationale Bands und andere Künstler wurden für die Darbietung von Musik und Kleinkunst verpflichtet. Dies sollte, genau wie zahlreiche Stände, Aktionsfahrzeuge und Sportangebote, die Veranstaltung auch für Nichtteilnehmer attraktiv gestalten.
Erst während des Christivals sollten 50.000 Einladungen an Bremer Haushalte verteilt werden. Zum einen sollte das Magazin „Moin Bremen“ die Bremer Bürger über das Christival informieren und sie zum großen Abschlussgottesdienst auf der Bürgerweide einladen. Zum anderen wurde zu bestimmten Gottesdiensten in Gemeinden der Evangelischen Allianz in Bremen eingeladen, die für die sechs darauf folgenden Wochen das Thema des Versprechens in Joh 3,16  anhand eines Buchs von Max Lucado bearbeiten würden.
Für die musikalische Gestaltung der Zentralveranstaltungen war hauptsächlich die JesusHouseBand verantwortlich. Daneben waren zahlreiche weitere Bands und Musiker beteiligt: u. a.

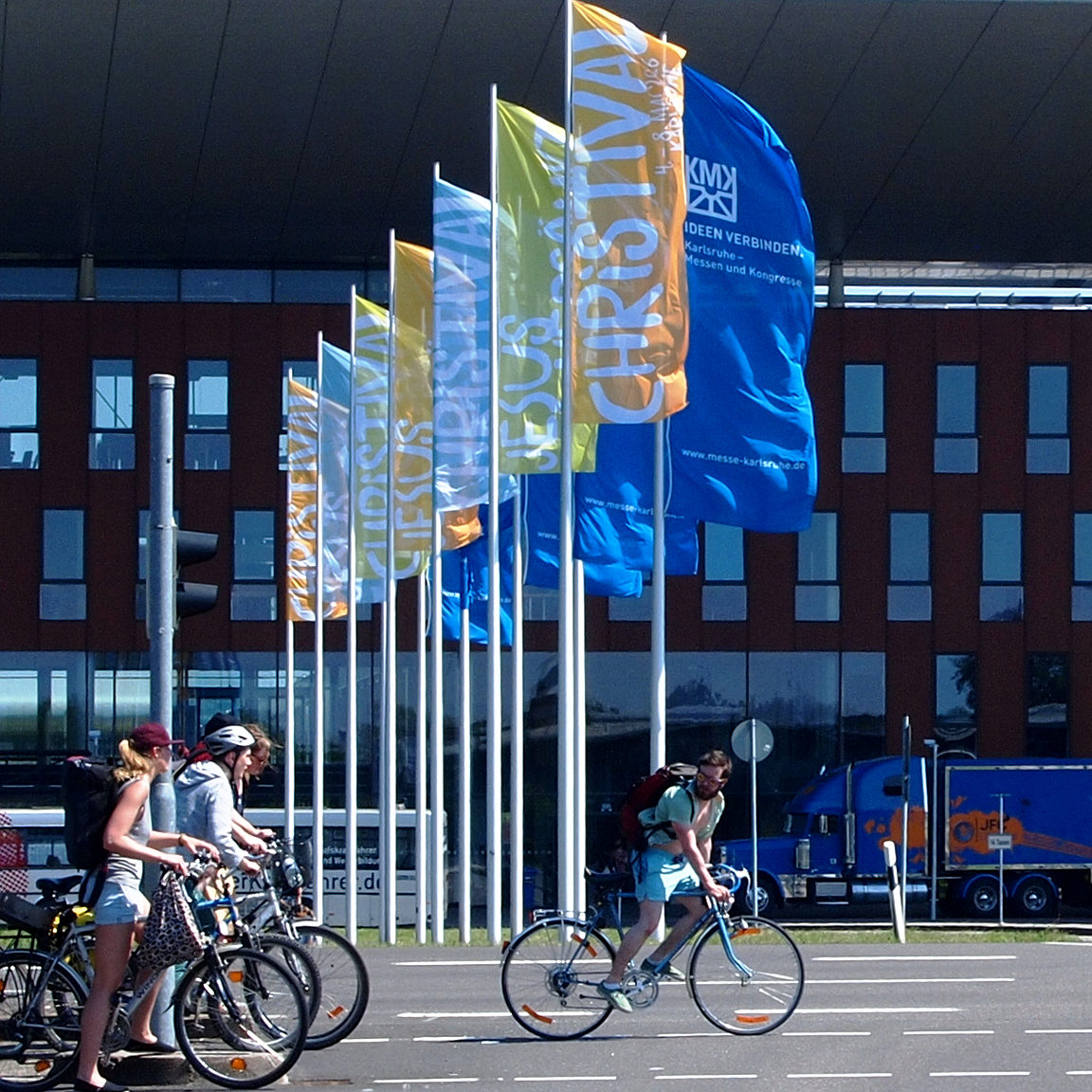
2016 in der Messe Karlsruhe

Allee der Kosmonauten,
Ararat,
Arne Kopfermann,
Claas P. Jambor,
Crushead,
Danny Fresh,
Gaetan Roy,
iThemba,
Jens Sembdner,
Judy Bailey,
Matt Redman,
Sarah Brendel,
Sarah Kaiser,
Superzwei,
Van Dooren Sisters.

#### Störungen und Kontroversen
Im Vorfeld wurde darum gestritten, ob das Christival fundamentalistisch sei. Seminare zur Frage der Veränderbarkeit von Homosexualität und zur Abtreibung wurden vielfach und besonders von Volker Beck kritisiert. Während des Christivals durchbrachen trotz Polizeischutzes linksradikale Autonome kurzzeitig gewaltsam die Absperrungen der Veranstaltung. Die Veranstalter reagierten darauf mit einem Aufruf, gewaltfrei und in der Liebe Jesu zu reagieren.
Unterstützer des Festes wehrten sich gegen den Fundamentalismus-Vorwurf, darunter die EKD, deren höchster Repräsentant, Bischof Wolfgang Huber, am Christival teilnahm und dort am Freitag das Abendmahl spendete, sowie mehrere leitende Geistliche von evangelischen Landeskirchen.
Der Spiegel sah das fünfte Christival in Deutschland als Beleg dafür, dass eine „konservative Welle“ der weltweiten evangelikalen Bewegung und ihr Streben nach Einfluss in Politik und Gesellschaft Deutschland erreicht habe. Die linke taz begleitete die Veranstaltung kritisch.
Die Bundesregierung bezeichnete sowohl Christival e. V. als auch die Arbeitsgemeinschaft der Evangelischen Jugend als „absolut seriöse Veranstalter“ und sah es nicht als „ihre Aufgabe an, dort jedes Detail zu analysieren“. Die Veranstalter des Christival konnten nach der Absage des Seminars zur Veränderbarkeit von Homosexualität im Januar 2008, die weiter „emotional hochgeschaukelte öffentliche Diskussion“ über das einzelne Seminar nicht nachvollziehen.
Eines der umstrittenen Seminare hatte den Titel „Homosexualität verstehen – Chance zur Veränderung.“ Angeboten wurde es von zwei Referenten des Deutschen Institutes für Jugend und Gesellschaft. Der parlamentarische Geschäftsführer der Grünen im Bundestag, Volker Beck, forderte die damalige Bundesfamilienministerin Ursula von der Leyen auf, die Durchführung dieses Seminares zu verhindern oder ihre Schirmherrschaft zurückzugeben, da es sich um „gefährliche Psychokurse und minderheitenfeindliche Angebote“ handele. Von der Leyen ließ daraufhin prüfen, wie es zu einem derartigen Angebot kommen konnte und stellte in einem Schreiben an Beck fest, dass das Seminar im Januar 2008 aus dem Programm genommen wurde.
Weitere Kritik betraf ein Seminar mit dem Titel „Sex ist Gottes Idee – Abtreibung auch?“. Die Kritik richtete sich gegen den Seminaranbieter, den Heidelberger Verein Die Birke. Nach eigener Darstellung hat Die Birke den Schutz von Embryonen und Föten zum Ziel. Sie bietet Individualberatung über Alternativen an, die Schwangere dazu bewegen sollen, Kinder auszutragen statt abzutreiben. Beratungsscheine, wie sie staatlich anerkannte Schwangerschaftskonfliktberatungsstellen ausstellen können, bezeichnete der Geschäftsführer Kristijan Aufiero, als „Tötungslizenzen“. Daraufhin wurde Die Birke vom evangelischen Pressedienst als radikale Lebensschützer bezeichnet. Kristijan Aufiero vertrat den Standpunkt, eine Vergewaltigung würde von einer Frau besser verkraftet als die Abtreibung eines Kindes, das während der Vergewaltigung gezeugt wurde. Annegret Siebe, Geschäftsführerin von Pro Familia Bremen, warf daraufhin dem Seminaranbieter vor, dass dort „keimendes Leben“ mehr gelte als das Leben einer Frau und diese Haltung gegen ein von ihr behauptetes „Menschenrecht auf sexuelle und reproduktive Selbstbestimmung“ verstoßen würde. Das Seminar fand wie geplant statt.

### Christival 2016

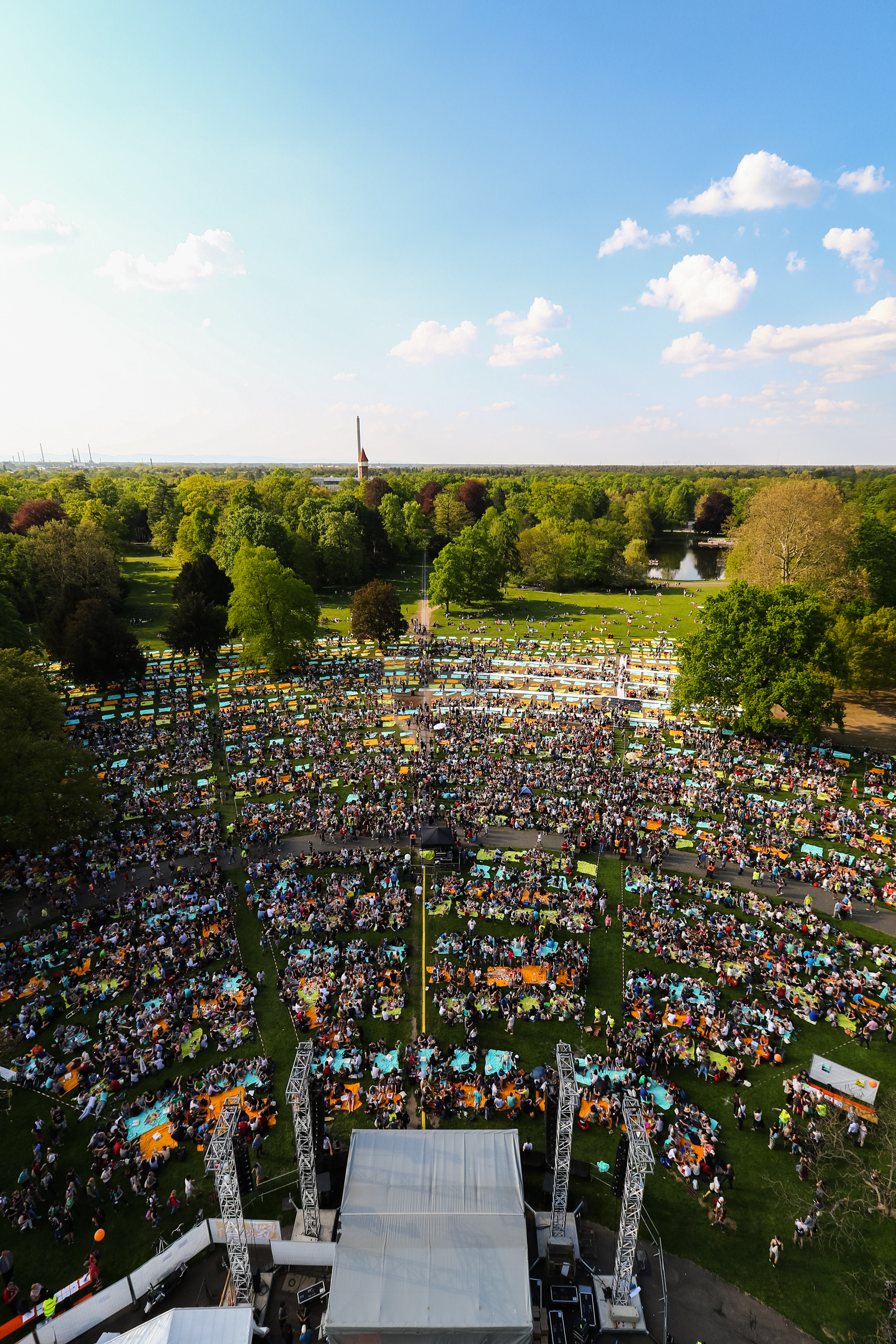
Christival 2016 Freiveranstaltung

Das Christival 2016 fand vom 4. bis 8. Mai in Karlsruhe unter dem Motto „Jesus versöhnt“ statt. Neuer Vorsitzender als Nachfolger von Roland Werner ist jetzt Karsten Hüttmann vom CVJM-Gesamtverband aus Kassel. Hüttmann sieht das Christival als Verbindung von Diakonie und Evangelisation sowie verschiedenen geistlichen Strömungen. Über 10.000 Dauerteilnehmer und fast 3.000 Tagesgäste aus 20 Nationen besuchten die 480 Einzelveranstaltungen sowie 180 Seminare und Workshops.
Als besondere Formate wurden angeboten:
- Picknick im Karlsruher Schlosspark: 15.000 Teilnehmer fanden auf 1500 Picknickdecken Platz. Das Grußwort sprach der erste Bürgermeister der Stadt Karlsruhe Wolfram Jäger. Danach wurden an mehreren Orten der Stadt kostenlose Open-Air-Konzerte angeboten.
- Bag & Breakfast: Die Morgenimpulse wurden auf Brottüten gedruckt, die jeder Teilnehmer zum Frühstück bekam. Diese konnten als Gruppe oder alleine bedacht werden.
- Wortwechsel mit Bibel live: In vier verschiedenen Wortwechseln wurden morgens die Bibeltexte des Tages besprochen. In allen vier Veranstaltungen lasen die Teilnehmer selbst in der Bibel und konnten ihre Fragen in Kleingruppen und an die Prediger auf der Bühne stellen. Jeder Wortwechsel hatte dabei einen anderen Zugang. Bei „Plug In“ konnte jeder Teilnehmer auf seinem Kopfhörer zwischen drei Kanälen, Predigern und Musikrichtungen wählen.
- Bar-Camps: Am Samstag Nachmittag nahmen 4500 Teilnehmer an den Bar-Camps statt. Diese moderierten, interaktiven Gruppen ermöglichten u. a. eine regionale Vernetzung.

Für Musik und Kleinkunst waren folgende Künstler am Programm beteiligt: Koenige & Priester, Outbreakband, Normal ist anders, Mr. Joy, October Light, Lupid, Live-Worship, Karsten Feist, Marco Michalzik, Judy Bailey, Staryend, Soul-Devotion, 2Flügel, Adonia, Déborah Rosenkranz, Good Weather Forecast, fil  da elephant, David Kadel, Johannes Falk und MJ Deech.

### Christival 2022
Das Festival fand vom 25. bis 29. Mai 2022 mit rund 13.000 Gästen im Alter von 14 bis 24 Jahren in Erfurt statt. Schirmherr war der ehemalige Bundestagspräsident Wolfgang Schäuble. Der Jugendkongress wurde von verschiedenen Erfurter Kirchen sowie von Oberbürgermeister Andreas Bausewein, Thüringens Ministerpräsident Bodo Ramelow und weiteren Personen aus Kirche, Politik und Gesellschaft unterstützt. Leiter waren der 1. Vorsitzende Karsten Hüttmann und der Projektleiter/Geschäftsführer Chris Pahl. Inhaltlich orientierte sich die Veranstaltung am Philipper-Brief der Bibel. „Jugendliche sollen wieder die Tiefe und Aktualität der Bibel entdecken. Mit innovativen Bibellesemethoden wollen wir sie für die Bibel begeistern“, so Karsten Hüttmann, 1. Vorsitzender des Christival, zum Anliegen dahinter.
Botschafter des Jugendkongresses waren die katholische Theologin und Leiterin des Seelsorgeamts des Bistums Erfurt, Anne Rademacher, der Vorsitzende der Evangelischen Allianz Erfurt, Patrik Frank, der evangelische Jugendpfarrer Klaus Zebe und der Leiter des CVJM Thüringen, Jörg Stawenow. Das Budget für die Großveranstaltung betrug nach eigenen Angaben 3,2 Mio. Euro, davon rund 1 Million Euro Spenden. Mitwirkende waren u. a. Adina Mitchell, Andreas Boppart, Bülent Ceylan, fil da elephant, Good Weather Forecast, O’Bros, Outbreakband und Samuel Rösch. Als „CHRISTIVAL Band“ wurde Edify Kollektiv ausgewiesen, von der sogenannten Lobpreisbewegung „Die Musik meiner Kirche“ (DMMK) war Timo Langner anwesend.